# Initng
Initng es un completo reemplazo del sistema sysvinit, el primer proceso generado por el núcleo en sistemas operativos tipo Unix, que se encarga de la inicialización del resto de los procesos del sistema. En el sitio de Initng lo llama "El sistema de inicio de la próxima generación".

## Ventajas
Muchas de las implementaciones de init (incluyendo Sysvinit, el init de System V, que se utiliza en muchas distribuciones de GNU/Linux), se encargan de iniciar procesos en un orden predeterminado, y sólo arrancan un nuevo proceso una vez que el proceso anterior termina su inicialización.
Initng, por otra parte, está diseñado para aumentar significativamente la velocidad de arranque de un sistema tipo Unix, iniciando los procesos asíncronamente. Es decir, puede iniciar varios procesos en paralelo, y comienza un proceso tan pronto como sus dependencias se cumplen.
Los que apoyan a Initng también afirman que se le da al usuario estadísticas y más control sobre el sistema.

## Desarrollo
Aunque initng todavía es considerado beta, ha sido adoptado como el init predeterminado por algunas distribuciones como: Bee, Berry linux, Enlisy y Pingwinek.
Además, hay paquetes para muchas distribuciones, como Debian, Ubuntu y Fedora Core, así como ebuilds para Gentoo y «hechizos» para Source Mage.
Initng fue creado por Jimmy Wennlund. El responsable actual y líder del proyecto es Ismael Luceno.

## Premios
En noviembre de 2005, en el número 72 de la revista «Linux Format», Initng recibió el premio «Hottest Pick!».